# Luis Grimaldi (entrenador de fútbol)
Luis Grimaldi (Uruguay; 27 de octubre de 1937-Guayaquil, Ecuador; 17 de noviembre de 2020) fue un entrenador uruguayo de fútbol.

## Trayectoria
Comenzó su carrera como entrenador en 1977 cuando llegó a Ecuador para ser el preparador físico y asistente técnico de Ernesto Guerra en la dirección técnica de El Nacional en el cual consiguió un tricampeonato en la Serie A de Ecuador. En 1980 estuvo a cargo como DT del Nacional de Quito. Posteriormente paso a dirigir a Liga de Quito.
En Ecuador, también estuvo al mando de Emelec, 9 de Octubre y Deportivo Cuenca. Además, asumió el cargo de entrenador de la Selección Ecuatoriana durante los años 1986 y 1987.

### Fallecimiento
Falleció el 17 de noviembre de 2020 en la ciudad ecuatoriana de Guayaquil a los ochenta y tres años.

## Clubes
| Club                 | País    | Año       |
| -------------------- | ------- | --------- |
| Liga de Quito        | Ecuador | 1982-1985 |
| 9 de octubre         | Ecuador | 1984-1985 |
| Emelec               | Ecuador | 1986      |
| Selección de Ecuador | Ecuador | 1986-1987 |
| Emelec               | Ecuador | 2003      |